# Chaetonotus acanthophorus
Chaetonotus acanthophorus is een buikharige uit de familie Chaetonotidae. De wetenschappelijke naam van de soort werd in 1888 voor het eerst geldig gepubliceerd door Stokes. De soort wordt in het ondergeslacht Hystricochaetonotus geplaatst.